# Oberkaina
Oberkaina (hornolužickosrbsky  Hornja Kina) je místní část velkého okresního města Budyšín v Horní Lužici v německé spolkové zemi Sasko. Nachází se v zemském okrese Budyšín a má 796 obyvatel.

## Geografie
Oberkaina se nachází jižně od centra města Budyšín. Územím vesnice protékají potoky Boblitzer Wasser a Strehlaer Wasser. Krajina kolem zástavby je málo zalesněná, převážně zemědělsky využívaná.

## Historie
První písemná zmínka pochází z roku 1431, kdy je uváděn jistý Mertin von Kinen. Roku 1934 byla k Oberkaině připojena do té doby samostatná obec Boblitz. V roce 1974 se obec Oberkaina připojila k Budyšínu. V roce 2020 se z místní části Oberkaina oddělilo Boblitz jako samostatná místní část.

## Obyvatelstvo
Vesnice náleží k lužickosrbské oblasti osídlení.